# 단대단 암호화
단대단 암호화, 단 대 단 암호화, 종단간 암호화, 엔드 투 엔드 암호화(E2EE, End-to-End Encryption)는 통신하는 사용자만 참여할 수 있는 개인 통신 시스템이다. 따라서 통신 시스템 제공자, 통신 제공자, 인터넷 제공자 또는 악의적인 행위자를 포함한 누구도 대화에 필요한 암호화 키에 접근할 수 없다.
종단간 암호화는 실제 보낸 사람과 받는 사람이 아닌 다른 사람이 데이터를 읽거나 비밀리에 수정하는 것을 방지하기 위한 것이다. 메시지는 보낸 사람에 의해 암호화되지만 제3자는 메시지를 해독할 수 있는 수단이 없으며 암호화되어 저장된다. 수신자는 암호화된 데이터를 검색하고 스스로 해독한다.
예를 들어, 어떤 제3자도 전달되거나 저장되는 데이터를 해독할 수 없기 때문에 종단 간 암호화를 제공하는 회사는 고객의 메시지 텍스트를 당국에 넘길 수 없다.
2022년에 온라인 데이터 표준 시행을 담당하는 정부 기관인 영국 정보 위원회(Information Commissioner's Office)는 E2EE에 대한 반대가 잘못된 정보를 받았으며 논쟁이 너무 불균형하고 E2EE가 "온라인에서 어린이를 안전하게 유지하는 데 도움이 되었고" 법이 혜택에 너무 초점을 맞추지 못했다고 밝혔다. 서버에 저장된 데이터에 대한 강제 액세스는 학대자를 찾는 "유일한 방법"이 아니다.

## 같이 보기
- 디피-헬먼 키 교환